# ۱۰۲۲ (خورشیدی)
۱۰۲۲ هزار و بیست و دومین سال هجری خورشیدی است.